# Neder Randlev
Neder Randlev – miasto w Danii, w regionie Jutlandia Środkowa, w gminie Odder.